# Kahoka
Kahoka é uma cidade localizada no estado americano de Missouri, no Condado de Clark.

## Demografia
Segundo o censo americano de 2000, a sua população era de 2241 habitantes.
Em 2006, foi estimada uma população de 2192, um decréscimo de 49 (-2.2%).

## Geografia
De acordo com o United States Census Bureau tem uma área de
4,1 km², dos quais 4,0 km² cobertos por terra e 0,1 km² cobertos por água. Kahoka localiza-se a aproximadamente 212 m acima do nível do mar.

## Localidades na vizinhança
O diagrama seguinte representa as localidades num raio de 24 km ao redor de Kahoka.